# Mardivirus
Mardivirus je rod herpetických virů. Obsahuje ptačí herpesvirus 2 a 3 (GaHV-2;GaHV-3) a Krůtí herpesvirus 1. Společně s rody Simplexvirus, Varicellovirus a Iltovirus patří do podčeledi Alphaherpesvirinae.

## Virologie

### Morfologie
Varicellovirus je obalený virus s amorfním tegumentem, sférickým až vícetvarým kapsidem tvořeným 162kapsomerami. V průměru má 120-200 nm, glykoproteinové komplexy jsou součástí membránového obalu.

### Genom
Genom je nesegmentovaná, lineární dvoušroubovicová DNA o délce 175 kb obsahující ukončující a vnitřní repetitivní sekvence.

### Genová exprese
Každý virový transkript je většinou pro jeden protein přičemž obsahuje promotorovou/regulační sekvenci, TATA box, vedoucí sekvenci 30-300 bp (nepřekládána) na 5' konci, ukončovací nepřekládanou sekvenci 10-30 bp na 3' konci a poly A signál. Mnoho genů se překrývá, vir obsahuje jen pár oddělených. Některé ORF jsou navzájem protichůdné, některé mohou být transkribovány z více promotorů a některé geny jsou nekódující.
Genom obsahuje 3 typy genů: bezprostřední, rané a pozdní. Bezprostřední jsou transkribovány okamžitě po infekci a zajišťují expresi raných genů kódující proteiny nezbytné pro replikaci. Pozdní geny většinou kódují strukturní proteiny. Geny exprimované během latentní fáze jsou řazeny do zvláštní kategorie.

### Životní cyklus
Replikace probíhá v jádře. Může probíhat lýtickou nebo latentní cestou.

#### Lýtická cesta
1. Virus se na hostitelské receptory naváže přes virové glykoproteiny.
2. Membrána viru sfúzuje s membránou buňky a vypustí tak virové jádro a tegumentární proteiny do cytoplasmy.
3. Kapsid je transportován k jadernému póru, kde je vDNA vypuštěna dovnitř.
4. Jsou exprimovány bezprostřední geny, které zahájí exprimaci raných genů.
5. Pomocí hostitelské polymerázy II je transkribována raná virová mRNA, která je přenesena do cytoplasmy a podle ní se translatují rané proteiny.
6. Rané proteiny se účastní replikace DNA a tak jsou přeneseny zpět do jádra.
7. Syntéza velkého množství vDNA pomocí virové DNA dependentní DNA polymerázy.
8. Pomocí hostitelské polymerázy II je transkribována pozdní virová mRNA, která je přenesena do cytoplasmy a podle ní se translatují pozdní proteiny.
9. Pozdní proteiny jsou strukturní složky virového jádra a tak jsou přeneseny zpět do jádra.
10. Viriony vypučí jadernou membránou, která byla obohacena o herpetické glykoproteiny skrze Golgiho aparát a nakonec jsou uvolněny skrz plasmatickou membránu.

Při lýtické cestě virus preferuje epiteliální slizniční buňky.

#### Latentní cesta
Replikace viru je v tandemu s replikací hostitelské buňky.

## Epidemiologie
Mardiviry se vyskytují celosvětově. Napadají především kuřata, krocany a křepelky. Přenášeny jsou vdechnutím prachu, který obsahuje infekční partikule.
S viry je spojena tzv. Markova nemoc, pojmenovaná podle maďarského veterináře Józsefa Marka. Ta je charakterizována mononukleární infiltrací v periferních nervech a tvorbou lymfomů v gonádách, kůži, svalovině a mnoha dalších orgánech a tkáních. Jde o první živočišné nádorové onemocnění, proti kterému existuje účinná vakcína.